# ایسرائیل آمیرخانیان
ایسرائیل ساهاکی آمیرخانیان (ارمنی: Իսրայել Սահակի Ամիրխանյան؛ زادهٔ ۱ اکتبر ۱۹۴۷) یک  سیاستمدار اهل ارمنستان است که از تاریخ ۱۹۹۰ تا تاریخ ۱۹۹۵ سمت نمایندگی دوره اول شورای عالی جمهوری ارمنستان را برعهده داشت.

## زندگی‌نامه
در ۱ اکتبر ۱۹۴۷ ‏در ارمنستان به دنیا آمد . 